# Ehrenfels (Schiff, 1936)
Die 1936 in Dienst gestellte fünfte Ehrenfels der Deutschen Dampfschiffahrtsgesellschaft „Hansa“ (DDG „Hansa“) war das Typschiff der ab 1936 in Dienst genommenen Motorschiffe der Ehrenfels-Klasse.
Die Ehrenfels suchte bei Kriegsbeginn 1939 den Hafen von Mormugoa in der portugiesischen Kolonie Goa in Indien als Zuflucht auf. Am 9. März 1943 versuchte ein britischer Kommando-Trupp die Ehrenfels in dem neutralen Hafen zu entern. Die Besatzung wehrte die Besetzung des Schiffes ab, wobei neun Mann starben und einige verletzt wurden. Sie versenkte aber das Schiff selbst, da die Besetzung der Kolonie befürchtet wurde. Zwei weitere Schiffe der DDG „Hansa“ in Mormugoa sowie der italienische Frachter Anfora versenkten sich darauf auch selbst.

## Geschichte des Schiffes
Die fünfte Ehrenfels der DDG „Hansa“ war das Typschiff von insgesamt neun Motorfrachtern der Ehrenfels-Klasse, die von 1936 bis 1940 zur Reederei für ihre Dienste zwischen dem Persischen Golf und Burma kamen. Die Ehrenfels entstand bei der Deschimag im Werk Weser unter der Baunummer 906 und lief am 23. Dezember 1935 vom Stapel.

Sie trug den Namen Burg Ehrenfels wie schon vier Frachtschiffe der Reederei zuvor und zwei weitere später.
- siehe Weitere Schiffe mit dem Namen Ehrenfels

Als der Neubau vom Stapel lief, waren noch drei ihrer Namensvorgängerinnen vorhanden, darunter die vierte Ehrenfels (ex Neumark) als Westsee unter deutscher Flagge.
Der Neubau hatte eine Länge von 154,4 m, war 18,68 m breit und hatte einen Tiefgang von 8,27 m. Vermessen war das Schiff mit 7752 BRT und hatte eine Tragfähigkeit von 10.414 tdw. Angetrieben wurde der Neubau von zwei 6-Zylinder doppelt-wirkenden Zweitakt-Dieselmotoren der Bauart AG Weser-MAN, Typ D6 Zu 53/76, die zusammen 7600 PSe leisteten und über ein Getriebe auf eine Schraube wirkten. Sie ermöglichten der Ehrenfels eine Geschwindigkeit von 16 kn.
Die Reederei entschied sich wie die meisten deutschen Reederei damit für den Motorantrieb. Die DDG „Hansa“ gehörte zu den Pionieren des Motorantriebs und hatte schon 1912 mit der zweiten Rolandseck (1663 BRT, Joh. C. Tecklenborg) ein erstes Motorschiff in Betrieb genommen. Von den 35 Nachkriegs-Neubauten bis 1931 wurden sechs als große Motorschiffe abgeliefert.

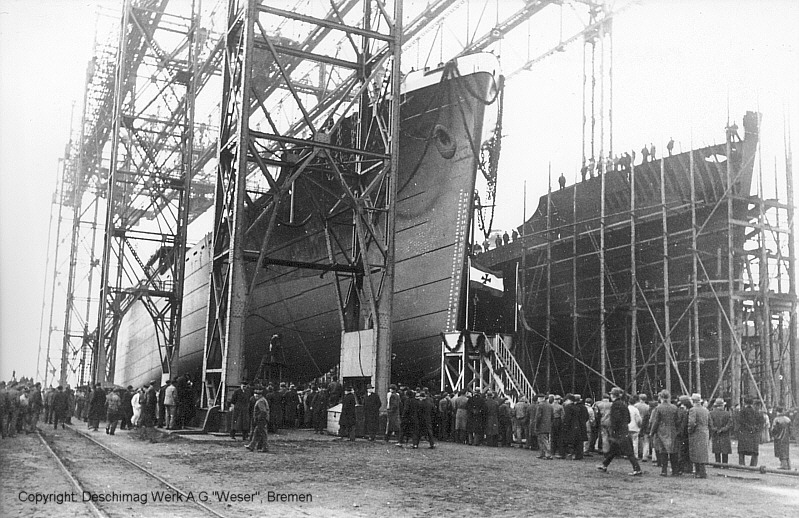
Die beiden ersten Schiffe auf der Helling vor dem Stapellauf der Ehrenfels

Am 23. Februar 1936 wurde die Ehrenfels an die DDG „Hansa“ abgeliefert. Schon zwei Monate später folgte das auf dem Nachbarhelgen leicht zeitversetzt gebaute Schwesterschiff Reichenfels. 1937 folgten mit der Kandelfels und der Kybfels zwei weitere Neubauten vom Werk Weser, die auch leicht zeitversetzt und nebeneinander gebaut wurden. 1938 lieferte dann das Werk Seebeck der Deschimag mit der Tannenfels ihr einziges Schiff der Serie und der Bremer Vulkan mit der Goldenfels den ersten seiner drei Neubauten bis 1940. Auch das Werk Weser lieferte mit der Neidenfels 1939 noch ein weiteres Schiff. Allerdings orderte die Reederei noch vor dem Zweiten Weltkrieg drei kleinere Frachtschiffe mit Dampfmaschinenantrieb.
Die ab 1938 gelieferten Schiffe waren etwas länger als die ersten vier Schiffe. Auch unterschieden sie sich geringfügig im Ladegeschirr von diesen, die über einen 50-t-, einen 15-t-Ladebaum, sechs 10t- und fünfzehn 5-t-Ladebäume. Die neueren Schiffe hatten nur dreizehn 5-t-Bäume, aber zusätzlich zwei 6-t-Ladebäume.
Die Schiffe des Bremer Vulkan unterschieden sich von den Deschimag-Bauten durch ihre gerade Brückenfront statt der gewölbten, leicht vorstehenden Brückenfront der Deschimag-Bauten. Schon 1936 wurden die Vorschiffe der beiden ersten Neubauten Ehrenfels und Reichenfels umgebaut und die Back verlängert. Bei allen kleinen Unterschieden hatten die Schiffe der Ehrenfels-Klasse ein recht einheitliches Aussehen durch die zwei Masten, das relativ weit vorn stehende Brückenhaus und einen großen Schornstein in erheblichem Abstand zum Brückenhaus.
Die neue Ehrenfels wurde auf den Liniendiensten der Reederei in den Mittleren Osten eingesetzt. Bei Kriegsbeginn 1939 suchte sie die Reede von Mormugoa vor der portugiesischen Kolonie Goa als Zuflucht auf. Dort suchten auch das Motorschiff Braunfels (7844 BRT, 1927) und der Dampfer Drachenfels (6342 BRT, 1921) der DDG „Hansa“ Schutz. Von den acht in Dienst befindlichen Schiffen der Ehrenfels-Klasse befanden sich bei Kriegsbeginn Reichenfels und Kybfels im Mittelmeer und suchten Schutz in italienischen Häfen, Tannenfels lief Chisimaio in Italienisch-Somaliland an und die Hohenfels das iranische Bandar Schahpur; drei Schiffe waren in der Heimat.

### Kriegsschicksal
Die Ehrenfels blieb bis 1943 auf der Reede von Mormugoa. Die zu Hilfskreuzern umgebauten Schwesterschiffe Goldenfels und Kandelfels erlangten als Atlantis und Pinguin große Bekanntheit. Ihre Erfolge wurden allerdings durch britische Kreuzer beendet, auch die im Mittelmeer verbliebenen Schwesterschiffe waren als Transporter inzwischen verloren gegangen. Die Tannenfels hatte Ende Januar 1941 noch vor der Besetzung durch britische Truppen Chisimaio verlassen können. Sie war unter anderem mit Unterstützung der Atlantis in das von den Deutschen inzwischen besetzte Frankreich entkommen und hatte von dort eine erfolgreiche Fahrt als Blockadebrecher nach Japan und zurück durchgeführt. Die im neutralen Iran befindliche Hohenfels hatte sich allerdings
Ende August 1941 beim britischen Einmarsch selbstversenkt, war von den Briten wieder gehoben und als Empire Kamal wie drei andere dort erbeutete Hansa-Frachtschiffe auf alliierter Seite im Dienst. Nur der Besatzung des Motorschiffs Weissenfels (7861 BRT, 1925) war die Vernichtung ihres Schiffes gelungen.

### Das Ende derEhrenfels
Auch im Ersten Weltkrieg hatten deutsche Schiffe in Goa Zuflucht gefunden. Auf Druck der britischen Regierung hatte Portugal im Frühjahr 1916 die deutschen und österreichischen Schiffe, die im Mutterland und den überseeischen Besitzungen Zuflucht gefunden hatten beschlagnahmt. Auf die folgende Kriegserklärung an Portugal kamen diese Schiffe dann auf Seiten der Entente zum Einsatz. Von den fünf deutschen Schiffen in Goa gehörten zwei der DDG „Hansa“.

Die Ehrenfels blieb weiterhin in Mormugoa mit den beiden anderen Schiffen der DDG „Hansa“ und einem italienischen Schiff. Allerdings hatten die Kapitäne sich verabredet, eine Besetzung der Schiffe wie 1916 zu verhindern und bei deren Anzeichen ihre Schiffe zu versenken.
So wurde sie im März 1943 das Ziel einer britischen Kommandoaktion, die zu ihrer Selbstversenkung führte. Der britische Raid Operation Creek wurde als „Boarding Party: The Last Action of the Calcutta Light Horse“ 1974 bekannt und 1979 mit Roger Moore, David Niven, Gregory Peck und Trevor Howard verfilmt. Als Die Seewölfe kommen kam der Film auch in die deutschen Kinos.
Der Angriff wurde von 18 älteren Reservisten unter der Führung der Special Operations Executive (SOE) durchführt, die in der Mehrzahl dem britisch-indischen Reserveregiment Calcutta Light Horse angehörten. Nach kurzer Ausbildung wurden sie mit der Bahn nach Cochin (Kochi) gebracht und von wo sie auf der dampfgetriebenen Klappschute Phoebe zum nördlicheren Mormugao fuhren. Der Einsatz der älteren Herren und der unmilitärischen Baggerschute sollte den Angriff auf den neutralen Hafen leichter dementierbar gestalten und die Tat gegebenenfalls als die übereifriger Patrioten darstellen lassen. Gleichzeitig wurde durch die verdeckt gesteuerte Veranstaltung eines Festes in Goa versucht, die Besatzungen der deutschen Schiffe in der Angriffsnacht zu reduzieren. Der Angriff wurde allein auf das modernste Schiff, die Ehrenfels, konzentriert, die angeblich regelmäßig Meldungen über den alliierten Schiffsverkehr von einem versteckten Sender aussendete und so gezielte Angriffe deutscher U-Boote im Indischen Ozean unterstützte.
Beim Angriff der Briten kamen neun Mann der Besatzung, darunter der Kapitän, ums Leben. Der Restbesatzung an Bord gelang es, die Seeventile zu öffnen und die Briten verließen die Ehrenfels, die zu kentern drohte. Unklar ist, ob die Briten auch Sprengmittel zur vollständigen Zerstörung der Ehrenfels einsetzten. Alle Angreifer gingen wieder an Bord der Phoebe und verließen den Hafen, ohne von den portugiesischen Behörden entdeckt zu werden und entkamen nach Norden bis Bombay. Einige hatten geringfügige Verletzungen erlitten.
Das Gefecht auf der Ehrenfels und ihr Sinken veranlassten die Kapitäne der anderen Schiffe, auch die Versenkung ihrer Schiffe zu befehlen, zumal die Briten über Funk vortäuschten, dass eine Besetzung der portugiesischen Kolonie unmittelbar bevorstände. So brannten und sanken auch das Motorschiff Braunfels (7844 BRT, 1927), der Dampfer Drachenfels (6342 BRT, 1921) sowie die italienische Anfora (5452 BRT, 1922). Damit gingen alle noch im Indischen Ozean befindlichen Schiffe der Achse verloren, die noch für eine Unterstützung des U-Boot-Kriegs in Betracht kamen. Portugal blieb bis zum Kriegsende neutral. Die Schiffe der Achsenmächte in Portugal und seinen anderen Überseebesitzungen wurden nach Portugal verkauft.
Die auf der Reede von Mormugoa versenkten Schiffe blieben zumindest bei Ebbe sichtbar, die Wracks wurden nach dem Krieg gehoben und abgebrochen.

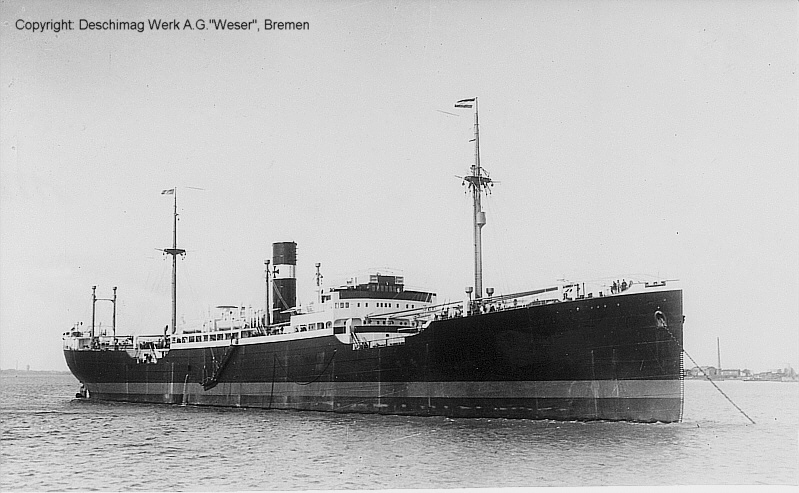
Das Motorschiff Rotenfels (2), Schwesterschiff der Braunfels
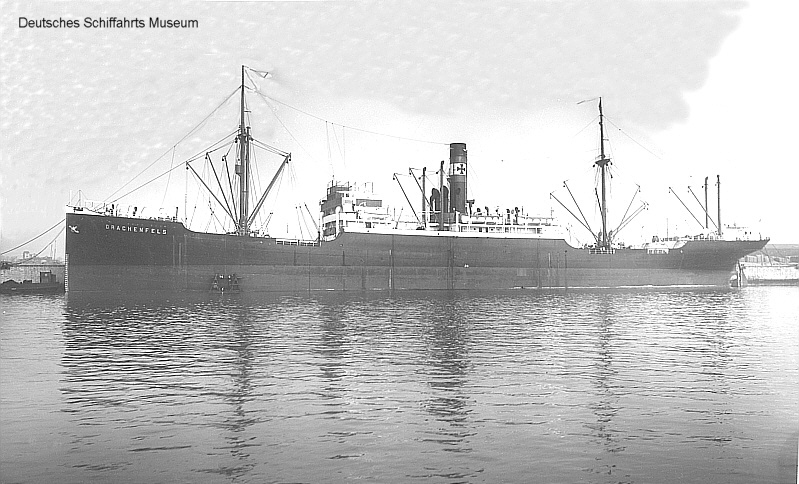
Die dritte Drachenfels der DDG „Hansa“
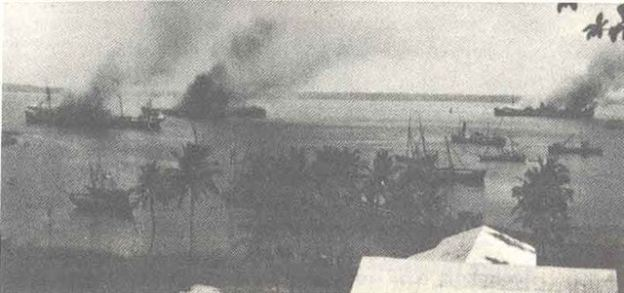
Die vor Mormugoa brennenden Schiffe

### Die Schiffe derEhrenfels-Klasse
| Name            | Bauwerft                 | BRT tdw     | Stapellauf in Dienst  | weiteres Schicksal |
| Ehrenfels (5)   | AG Weser BauNr. 906      | 7752 10.414 | 23.12.1935 23.02.1936 | November 1936 Vorschiff umgebaut, 1939 Mormugoa, 9. März 1943 bei Angriff britischer Kommandos selbstversenkt (neun Tote, vier Verletzte) |
| Reichenfels (2) | AG Weser BauNr. 907      | 7744 10.414 | 6.02.1936 24.04.1936  | August 1936 Vorschiff umgebaut, 1939 Triest, Mai 1940 Versorger für U-Boote Italien, 1940 Transporter im Mittelmeer, 21. Juni 1942 bei der Insel Kerkenna vor der tunesischen Küste durch britische Flugzeuge versenkt                                          |
| Kandelfels (2)  | AG Weser BauNr. 917      | 7766 10.450 | 12.11.1936 8.02.1937  | 1940 Hilfskreuzer Schiff 33 Pinguin, am 15. Juni 1940 zum Handelskrieg ausgelaufen, am 8. Mai 1941 bei den Seychellen vom Schweren Kreuzer Cornwall versenkt, 545 Tote;                                                                                         |
| Kybfels (2)     | AG Weser BauNr. 918      | 7764 10.450 | 14.01.1937 24.03.1937 | 1939 Ancona, dann Fiume, Triest, 1940 Transporter im Mittelmeer, 21. Mai 1941 im Ionischen Meer vor der griechischen Küste nach Minentreffer gesunken; |
| Neidenfels (3)  | AG Weser BauNr. 950      | 7838 10.540 | 4.10.1938 18.03.1939  | 1940 Transporter bei Weserübung in „1.Seetransportstaffel“, Mai 1941 Transporter nach Finnland, Umbau zum Hilfskreuzer verworfen, 1945 Einsatz in der Ostsee, Juni 1945 Empire Dee, Mai 1946 in Suez an UdSSR: Admiral Ushakow, 1975 Abbruch                    |
| Goldenfels (3)  | Bremer Vulkan BauNr. 736 | 7862 10.505 | 31.05.1937 27.01.1938 | 1939 Hilfskreuzer Schiff 16 Atlantis, am 11. März 1940 in See, 22. November 1941 nahe Ascension durch Devonshire versenkt |
| Hohenfels (3)   | Bremer Vulkan BauNr. 737 | 7862 10.505 | 9.04.1938 21.05.1938  | 1939 Bandar Schahpur / Iran, 25. August 1941 selbstversenkt bei britischem Einmarsch, gehoben und repariert, unter britischer (Empire Kemal) und niederländischer Flagge (1944: van Ruisdel, 1947 Ridderkerk) eingesetzt, 1962 Abbruch                          |
| Moltkefels (2)  | Bremer Vulkan BauNr. 747 | 7863 10.607 | 23.12.1939 29.02.1940 | Umbau zum Hilfskreuzer nicht durchgeführt, Transporter bei Weserübung, am 11. April 1945 vor der Halbinsel Hel (deutsch Hela) durch sowjetische Flugzeuge versenkt (etwa 500 Tote)                                                                              |
| Tannenfels (3)  | Seebeck-Werft BauNr. 597 | 7840 10.663 | 9.04.1938 11.06.1938  | 1939 Chisimaio, 1941 Durchbruch in die Heimat, Februar bis Mai 1942 Blockadefahrt nach Japan und August bis November 1942 zurück, am 12. Dezember 1942 in Bordeaux durch Kommandoangriff schwer beschädigt, August 1944 Versenkung als Blockschiff vor Bordeaux |